# يعقوب بن حلفى
يعقوب بن حلفى هو أحد رسل المسيح الاثني عشر (بالعبرية: יעקב) ومعنى الاسم «الذي يمسك العقب أو الذي يحل محل آخر»، ويدعى أيضًا يعقوب الصغير لتمييزه عن يعقوب بن زبدي الملقب بالكبير وقد ورد ذكره في (مت 10: 3 ومر 3: 18 ولو 6: 15 واع 1: 13). ويعتقد أنه هو نفسه يعقوب المذكور في (27: 56 ومر 15: 40 و 16: 1 ولو 24: 10)، هو شقيق يهوذا تدَّاوس وكان لوالده اسمان حلفى ويعقوب (أعمال 1 : 14) - كان بعض اليهود يسمون بأسماء آبائهم - وأمه كانت تدعى مريم وهي إحدى النساء اللواتي كن يرافقن يسوع وتلاميذه للخدمة، وشقيقه اسمه يوسي ويذهب البعض إلى أن لاوي الذي هو متى بن حلفى (مر 15: 40) كان شقيقه أيضًا.
لا يِعرف الكثير عن حياته وعن عمله التبشيري ولكن بحسب التقليد الكنسي فإله ربما قتل على يد اليهود لمهاجمته الشريعة اليهودية، وهناك قصص أخرى تروي بأنه قُتل صلبًا في جنوب مصر حيث كان يعظ بالإنجيل. وقصص أخرى تقول بأنه مات بعد أن نُشر جسده إلى قطع عدة لهذا يصور هذا الرسول في الأعمال الفنية غالبًا وهو يحمل منشار.